# Tutrakan
Tutrakan (bulharsky Тутракан , rumunsky Тurtucaia , turecky Turtukaya) je město v severovýchodním Bulharsku, správní centrum obštiny Tutrakan v Silisterské oblasti. Nachází se na pravém břehu Dunaje naproti rumunskému městu Oltenița (s nímž bylo spojeno trajektem, ale trajekt již nefunguje), na samém západě jižní Dobrudže, 58 km východně od Ruse a 62 km západně od Silistry. Žije v něm přibližně 8 900 obyvatel.

## Historie
Město bylo založeno starými Římany na konci první poloviny 1. století pod názvem Transmarisca, volně přeloženo osada za bažinami. Osada byla součástí římské vojenské hranice v 1. a 3. století a svého vrcholu dosáhla ve 4. století, kdy se pod osobním vedením Diokleciána stala jednou z největších pevností podunajských limes.
Starobylé město a pevnost byly zničeny na začátku 7. století. Během první bulharské říše vznikla na jeho místě nová pevnost, jejíž název Tmutarakan  obsahuje slovo tarkan, což byl titul velitele pohraniční jednotky. V roce 1388 pevnost dobyli Osmané. Středověcí arabští geografové označovali město různými jmény Rekran, Zakatra, Trakan, Taraka, Tukwant, Torkan, Durakam, Diraka, Dirkana, Tatkrakam.
Na přelomu 18. a 19. století město opakovaně dobyli Rusové. Poprvé se to podařilo generálu Suvorovovi během rusko-turecké války, 21. května 1773 a poté, co byl donucen se stáhnout, tak znovu 28. června. Podruhé to během rusko-turecké války provedl generál Kutuzov 11. října 1810. V 19. století byl Tutrakan chudým rybářským, řemeslným a vinařským městem, významnější byla jen výroba dřevěných  lodí v místních loděnicích a množství vodních mlýnů na Dunaji, které se dochovaly až do poloviny 20. století. V roce 1862 byl postaven velký kostel a světská škola a v roce 1873 bylo založeno čitalište Văzraždane. Definitivně byl z osmanské nadvlády Tutrakan osvobozen během rusko-turecké války v roce 1877 a následně se stal součástí Bulharského knížectví.
Na začátku 20. století a později byl Tutrakan největším dunajským rybářským centrem v Bulharsku. Po druhé balkánské válce byl začleněn spolu s celou jižní Dobrudžou do Rumunska. Město upadalo a počet obyvatel klesal. Během první světové války se tu odehrála důležitá bitva, v níž síly centrálních mocností porazily rumunskou armádu. Nicméně dlouhodobě oblast zůstala rumunská až do roku 1940, kdy Craiovská smlouva před druhou světovou válkou vrátila území Bulharsku.

## Obyvatelstvo
Níže uvedená tabulka ukazuje vývoj populace města od třicátých let (1934–2021):
| Rok      | 1934  | 1946  | 1956  | 1965  | 1975   | 1985   | 1992   | 2001   | 2011  | 2021  |
| Populace | 8 674 | 7 183 | 9 592 | 9 926 | 11 425 | 12 122 | 11 573 | 10 369 | 8 641 | 7 478 |

K 15. prosinci 2024 ve městě žilo 8 788 obyvatel a bylo zde trvale hlášeno 9 850 obyvatel. Podle sčítání z 1. února 2011 bylo národnostní složení následující:
- Bulhaři: 6 401 (76.4 %)
- Turci: 1 653 (19.7 %)
- Romové: 232 (2.8 %)
- ostatní[p 2]: 95 (1.1 %)